# Золотой Берег на летних Олимпийских играх 1952
Золотой Берег (название государства Гана до 1957 года) совместно с Британским Того принимал участие в летних Олимпийских играх 1952 года в Хельсинки (Финляндия) в первый раз за свою историю, но не завоевал ни одной медали. Страну представляли семь легкоатлетов. Это было первое в истории участие в Олимпийских играх спортсменов из Западной Африки.

## Лёгкая атлетика
Спортсменов — 7
Мужчины
| Спортсмен                                              | Вид             | Предваритель- ный круг | Предваритель- ный круг | Четвертьфинал | Четвертьфинал | Полуфинал | Полуфинал | Финал     | Финал     |
| Спортсмен                                              | Вид             | Результат              | Место                  | Результат     | Место         | Результат | Место     | Результат | Место     |
| ------------------------------------------------------ | --------------- | ---------------------- | ---------------------- | ------------- | ------------- | --------- | --------- | --------- | --------- |
| Габриэль Ларьеа                                        | 100м            | 11,1                   | 3                      | Не прошёл     | Не прошёл     | Не прошёл | Не прошёл | Не прошёл | Не прошёл |
| Джордж Акуаа                                           | 100м            | 11,2                   | 5                      | Не прошёл     | Не прошёл     | Не прошёл | Не прошёл | Не прошёл | Не прошёл |
| Мохамед Санни-Томас                                    | 800м            | 2.05,8                 | 6                      | Не прошёл     | Не прошёл     | Не прошёл | Не прошёл | Не прошёл | Не прошёл |
| Джордж Акуаа Габриэль Ларьеа Джон Овусу Огастус Лоусон | Эстафета 4х100м | 41,52                  | 5                      | Не прошли     | Не прошли     | Не прошли | Не прошли | Не прошли | Не прошли |
| Джеймс Ову                                             | Прыжки в высоту | 1,87                   | =1                     |               |               |           |           | 1,80      | 20        |
| Уильям Лейндж                                          | Тройной прыжок  | 14,09                  | 25                     | Не прошёл     | Не прошёл     | Не прошёл | Не прошёл | Не прошёл | Не прошёл |